# Rotrüfner
Der Rotrüfner ist ein Berg im Schweizer Kanton St. Gallen mit einer Höhe von 2461 m ü. M.
Der Berg liegt in der Gemeinde Mels, zwischen dem Weisstannental und dem Schilstal.